# 신성엘리베이터
주식회사 신성엘리베이터는 울산광역시 북구 상방1길 3-1에 있는 승강기 유지보수 업체이다.

## 연혁
- 1993년 2월 23일: 회사 설립[2]